# Gare de Berlin-Grunewald
La gare de Berlin-Grunewald (en allemand : Bahnhof Berlin-Grunewald) est une gare ferroviaire allemande sur la ligne de Berlin à Blankenheim. Elle est située dans le quartier de Grunewald, dans l'ouest de Berlin. Gare voyageurs, elle est desservie par les trains du réseau S-Bahn de Berlin. Elle dispose également des voies de garage pour des trains de grandes lignes.
À l'époque nazie, de très nombreux « trains de la mort » sont partis de la gare de Berlin-Grunewald pour emmener les déportés vers Auschwitz ou Theresienstadt.

## Situation ferroviaire

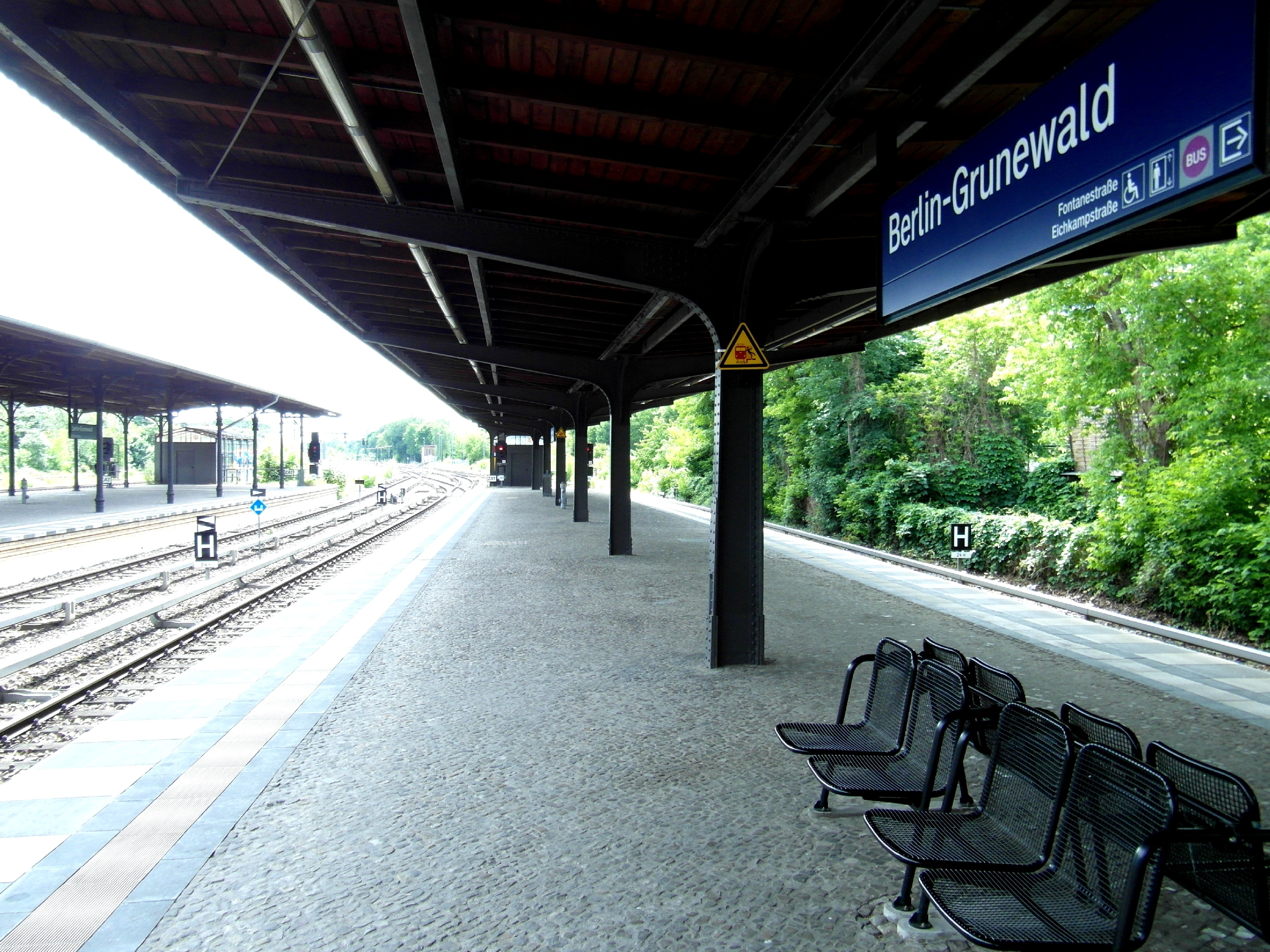
Vue sur les quais.

La gare de Berlin-Grunewald est située au point kilométrique (PK) 14,6 de la ligne de Berlin à Blankenheim, entre la gare de Berlin Westkreuz et la gare de Berlin-Nikolassee. Au sud-ouest de la gare se situe un hall de remisage de rames S-Bahn.
Son abréviation officielle est BGWD et elle est classée de catégorie 4 dans le réseau ferré national.

## Histoire
L'ouverture de la gare sur la ligne de Berlin à Blankenheim, chemin de fer d'importance stratégique (Kanonenbahn), a lieu le 1er août 1879. Elle est alors connue sous le nom de gare de Hundekehle, d'après un petit lac à proximité, et dispose des trois trois centraux et d'un quai latéral. En 1884, elle est renommée gare de Grunewald.

Bâtiment voyageurs en 1901.

Au cours du développement du quartier de villas à Grunewald, un nouveau bâtiment voyageurs prestigieux est construit en 1899, selon les plans de l'architecte Karl Cornelius. Le 11 juin 1928 circule le premier train électrifié dans la gare, qui devient donc une gare S-Bahn.
La voie 17 (Gleis 17) faisait partie de l'ancienne gare de marchandises à Berlin-Grunewald. C’est un lieu chargé d’histoire : environ 50 000 juifs berlinois ont été déportés à partir de la voie 17 durant la Shoah, à destination de différents ghettos comme Ghetto de Łódź, Riga et Varsovie, puis des camps de concentration d'Auschwitz-Birkenau et Theresienstadt. Le dernier train de déportation est parti le 27 mars 1945.
Afin que le souvenir en demeure, la voie 17 est aujourd’hui devenue un lieu de mémoire. Depuis le 27 janvier 1998, la voie 17 est un mémorial pour les Juifs berlinois déportés avec des wagons couverts de la Deutsche Reichsbahn. Les 186 inscriptions qui se trouvent au sol indiquent la date, la destination et le nombre des personnes de chaque transport.
En 1945, la circulation s'interrompt pour quelques semaines à cause des dégâts de la Seconde Guerre mondiale. Le 9 janvier 1984, la gestion des S-Bahn à Berlin-Ouest passe des mains de la Deutsche Reichsbahn est-berlinoise à la Berliner Verkehrsbetriebe (BVG). La gare ferme à cette occasion pendant quelques mois avant de rouvrir le 30 avril 1984.

## Service des voyageurs

### Desserte
La gare est desservie par la ligne 7 du S-Bahn de Berlin.

### Intermodalité
La gare est en correspondance avec les lignes d'autobus M19, 186 et 349.

## Galerie de photographies

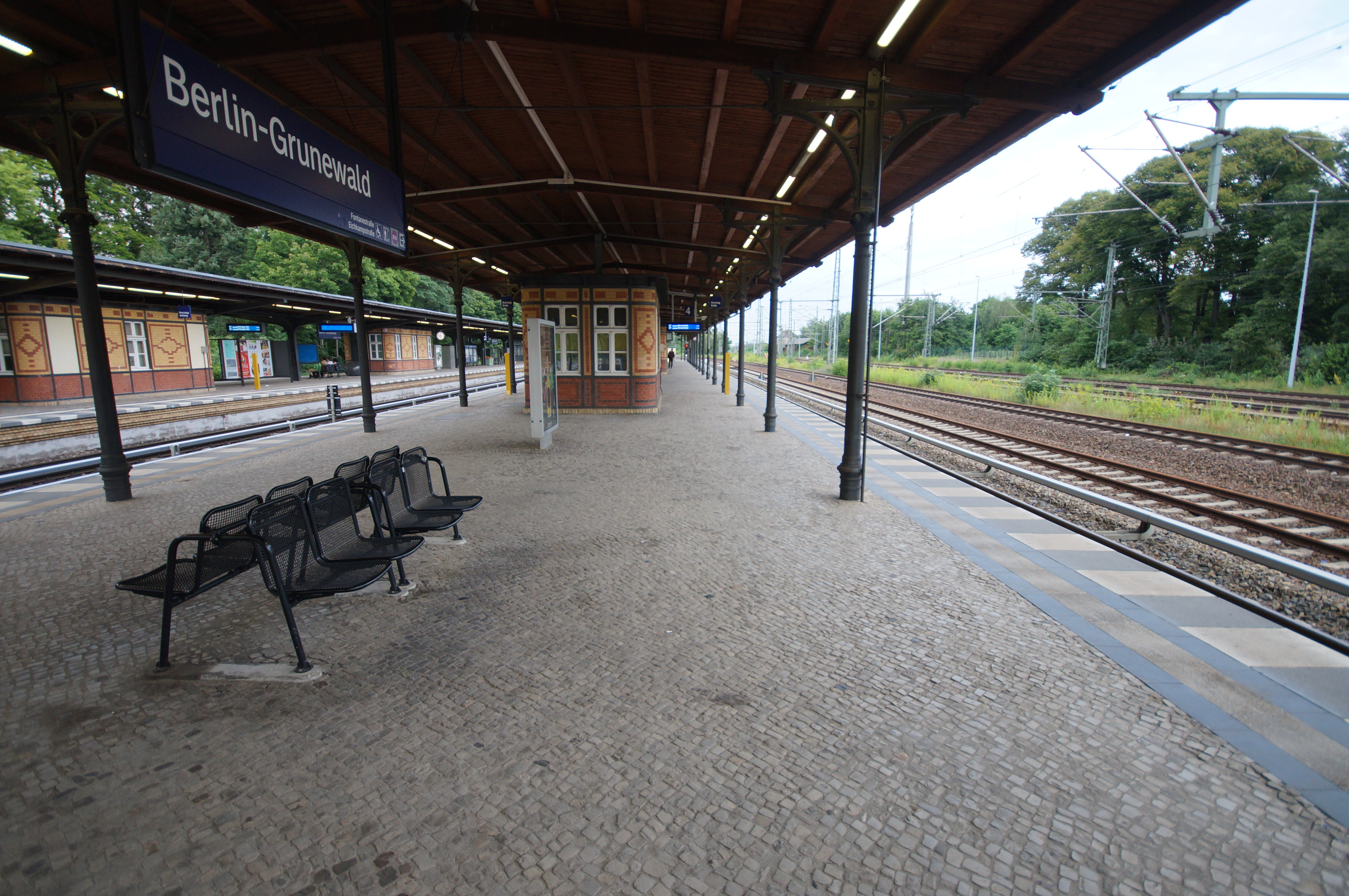
Quai de la gare
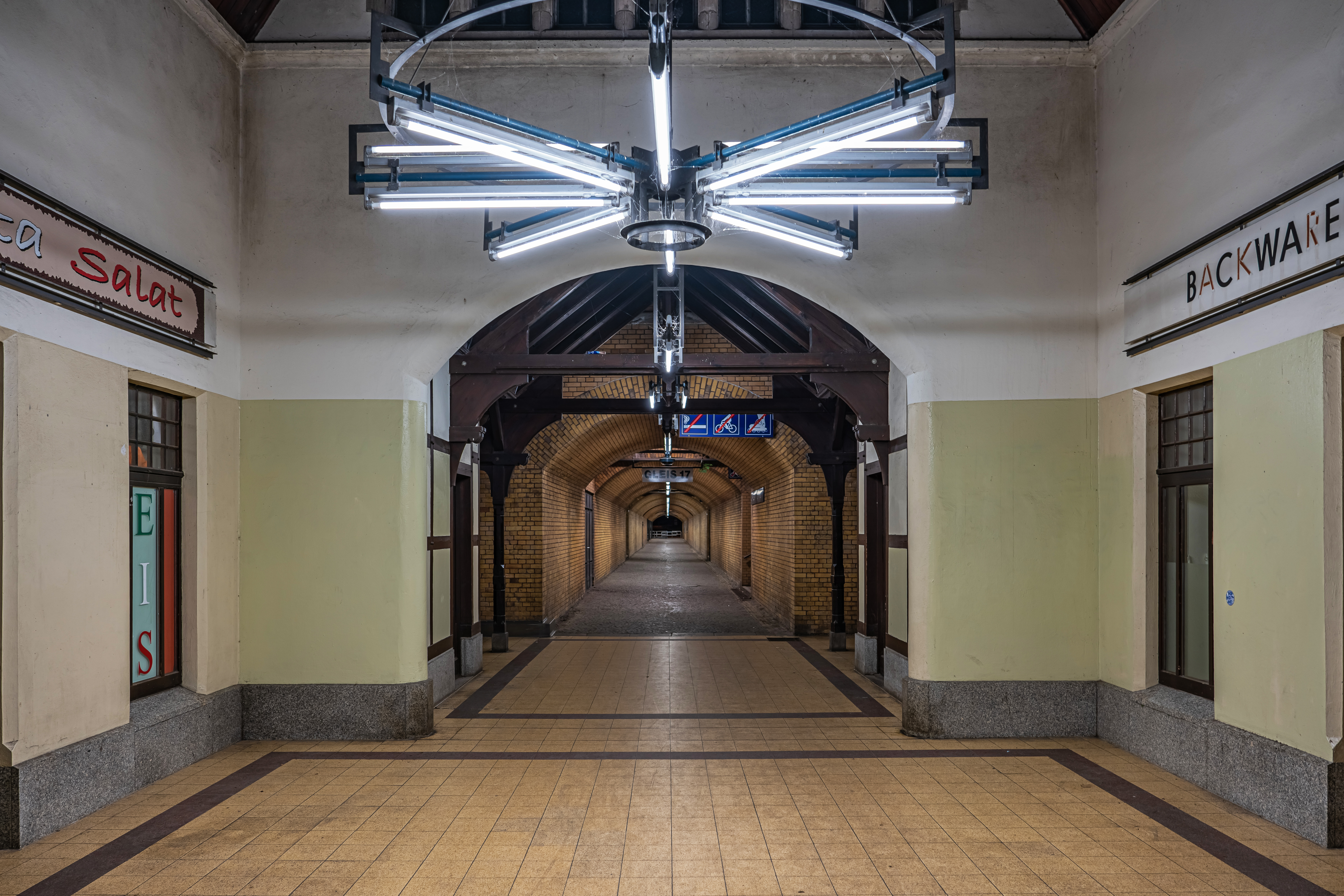
Hall de la gare
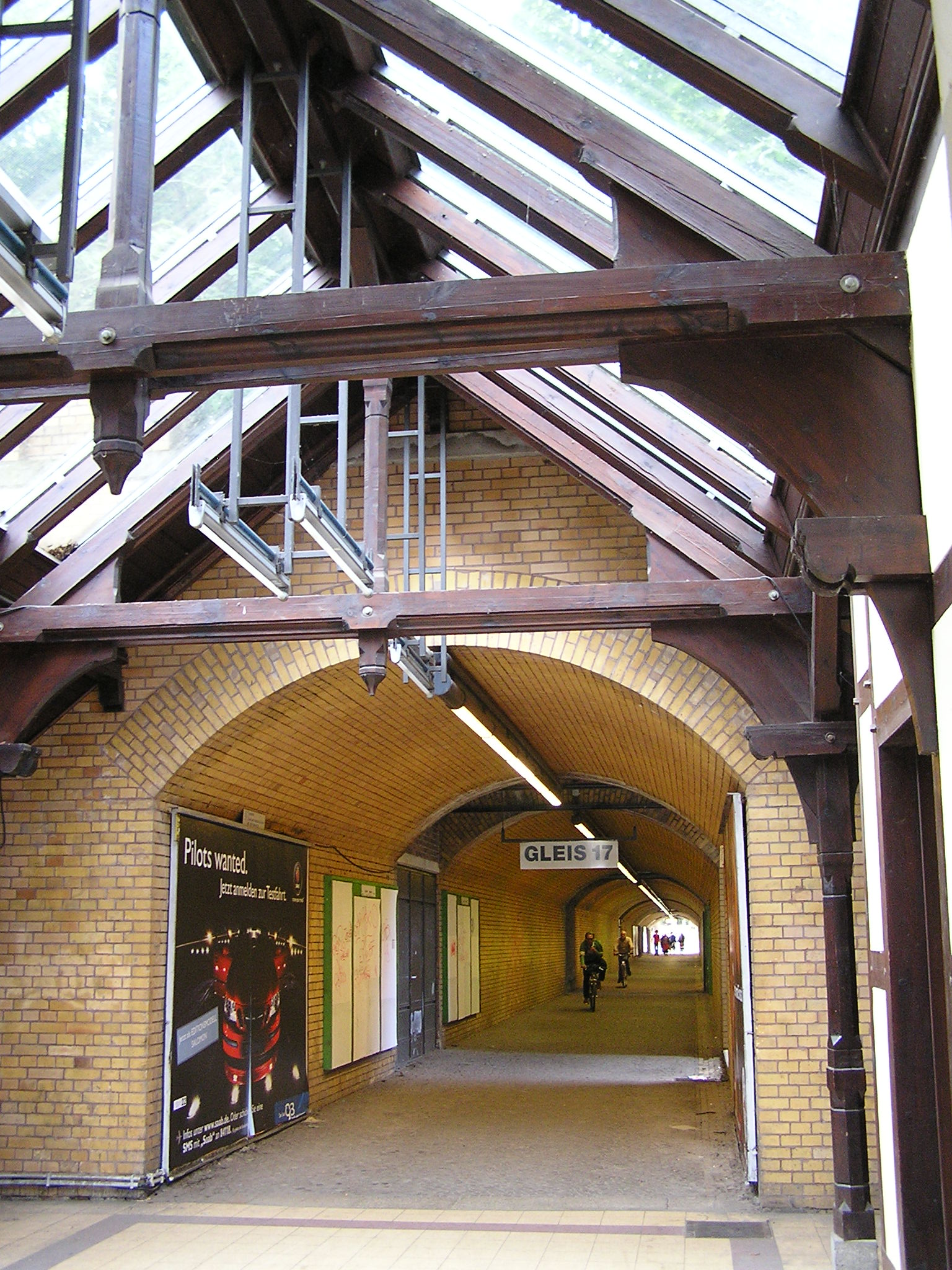
Tunnel pour les piétons et cyclistes vers la forêt de Grunewald
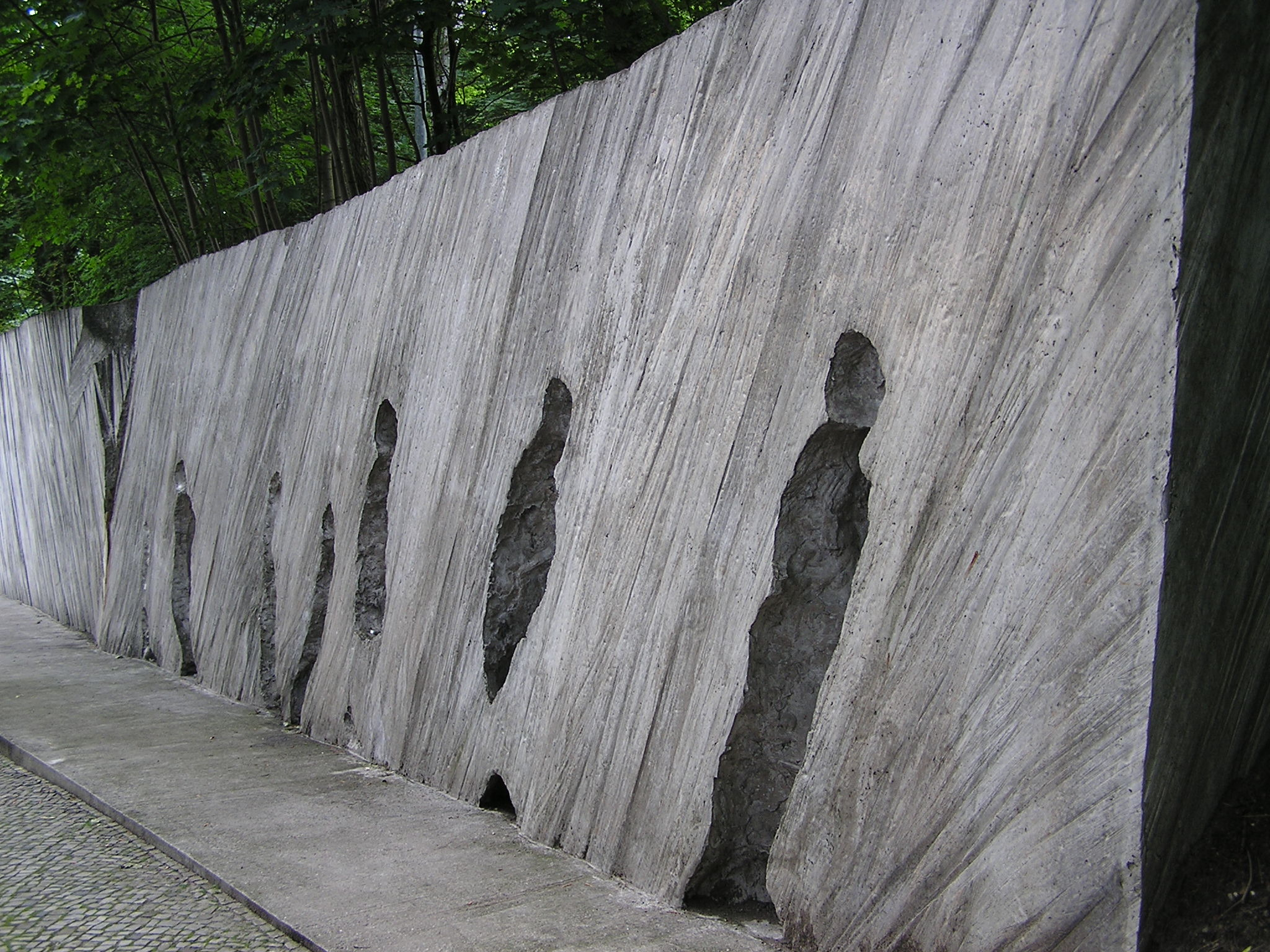
Monument en hommage aux victimes des déportations
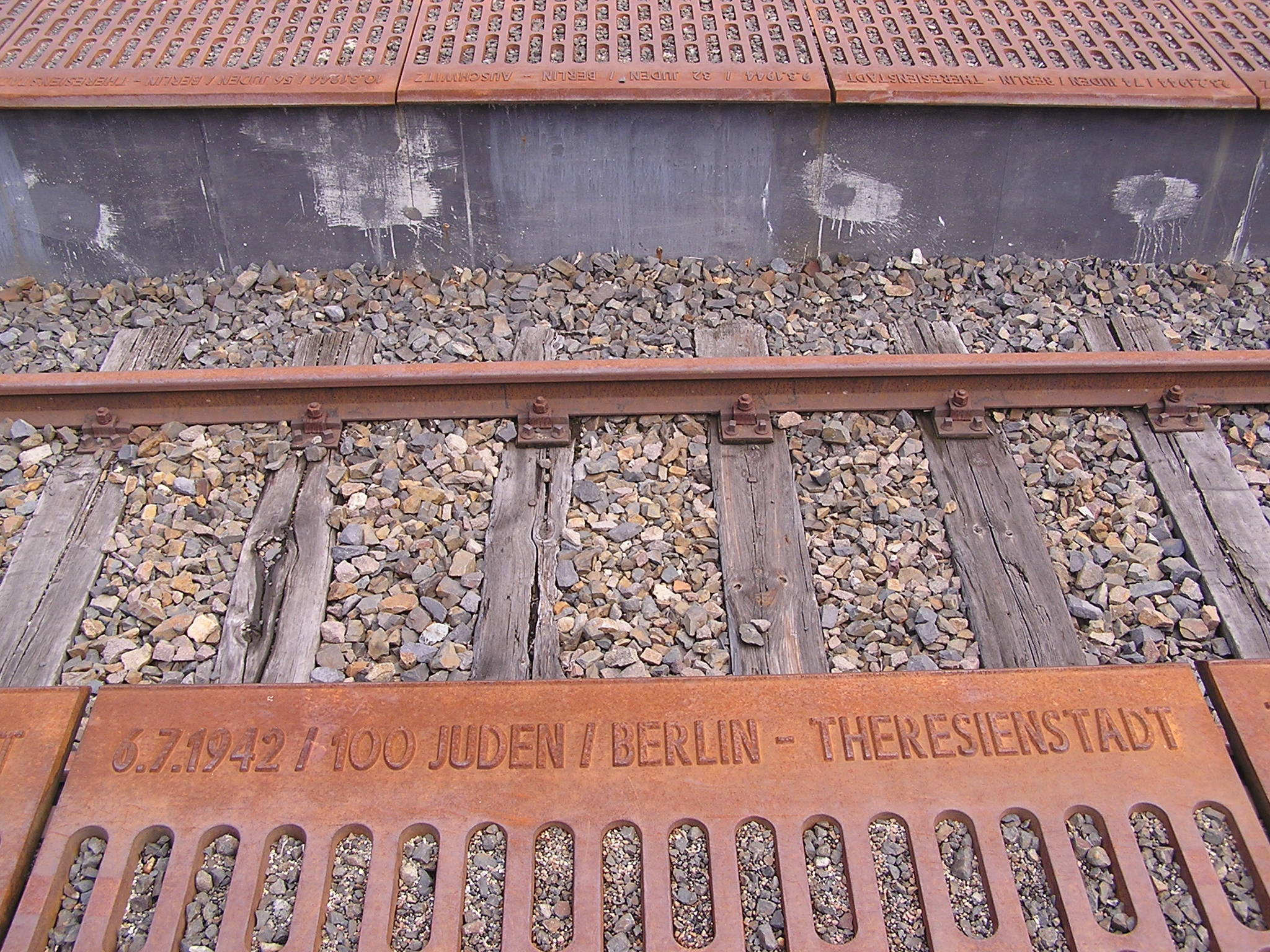
Inscription sur la voie 17 en hommage aux cent juifs déportés le 6 juillet 1942